# Дамплё
Дамплё (фр. Dampleux) — коммуна во Франции, находится в регионе Пикардия. Департамент коммуны — Эна. Входит в состав кантона Вилле-Котре. Округ коммуны — Суассон.
Код INSEE коммуны — 02259.

## Население
Население коммуны на 2010 год составляло 437 человек.
| 1962 | 1968 | 1975 | 1982 | 1990 | 1999 | 2010 |
| ---- | ---- | ---- | ---- | ---- | ---- | ---- |
| 169  | 149  | 152  | 265  | 345  | 380  | 437  |

## Экономика
В 2010 году среди 277 человек трудоспособного возраста (15—64 лет) 209 были экономически активными, 68 — неактивными (показатель активности — 75,5 %, в 1999 году было 74,2 %). Из 209 активных жителей работали 193 человека (100 мужчин и 93 женщины), безработных было 16 (7 мужчин и 9 женщин). Среди 68 неактивных 27 человек были учениками или студентами, 19 — пенсионерами, 22 были неактивными по другим причинам.